# Cesare Fedele Abbati
Cesare Fedele Abbati, O.F.M. Ref., (Modena, 31 marzo 1820 – Bordighera, 8 aprile 1915), è stato un francescano e vescovo cattolico italiano; fu uno dei padri conciliari del Concilio Vaticano I.

## Biografia
Nacque a Modena il 31 marzo 1820. Entrò nell'ordine dei frati minori riformati ed emise la professione solenne il 25 agosto 1842. Fu ordinato sacerdote intorno al 1845.
Ministro provinciale francescano a Smirne, fu nominato vescovo di Santorino il 17 marzo 1863 durante il pontificato di papa Pio IX e consacrato il 24 maggio dello stesso anno dall'arcivescovo di Smirne Vincenzo Spaccapietra, C.M.
Il 17 giugno 1867 fu nominato prelato domestico assistente al Soglio Pontificio.
In vista del Concilio Vaticano I, tra il 10 maggio e il 13 giugno 1869 partecipò ad un Concilio di vescovi latini tenutosi a Smirne, al quale presero parte anche Vincenzo Spaccapietra, Lorenzo Bergeretti, Spyridon Madalenas, Ignazio Giustiniani, Giuseppe Maria Alberti, Ioannis Maragkos, Niccola Adolfo Marinelli e Jacques Barozzi.
Morì l'8 aprile 1915 all'età di 95 anni.

## Genealogia episcopale
La genealogia episcopale è:
- Cardinale Scipione Rebiba
- Cardinale Giulio Antonio Santori
- Cardinale Girolamo Bernerio, O.P.
- Arcivescovo Gian Galeazzo Sanvitale
- Cardinale Ludovico Ludovisi
- Cardinale Luigi Caetani
- Cardinale Ulderico Carpegna
- Cardinale Paluzzo Paluzzi Altieri degli Albertoni
- Papa Benedetto XIII
- Papa Benedetto XIV
- Arcivescovo Enrico Enriquez
- Arcivescovo Manuel Quintano Bonifaz
- Cardinale Buenaventura Córdoba Espinosa de la Cerda
- Cardinale Giuseppe Maria Doria Pamphilj
- Cardinale Francesco Saverio Maria Felice Castiglioni
- Papa Pio IX
- Arcivescovo Vincenzo Spaccapietra, C.M.
- Vescovo Cesare Fedele Abbati, O.F.M. Ref.